# 변웅
변웅(卞雄, 1986년 5월 7일 ~ )은 대한민국의 축구 선수이며 포지션은 미드필더이다.

## 축구인 경력

### 선수 경력
2009년 울산 현대 축구단에 입단하였으나 데뷔전을 치르지 못한 채 광주 상무로 입대하였다. 상무에서 2시즌 간 15경기에 출전하였다.
2012년 7월 울산 현대미포조선으로 반 시즌 간 임대 이적하여 11경기에 출전하여 1골 3도움을 기록하였다.
2013년 5월 25일 경남 FC와의 경기에서 울산 소속으로 첫 경기를 치렀으며 이 경기에서 데뷔골을 성공시켰다.
2014 시즌을 앞두고 K리그 챌린지의 충주 험멜로 이적하였다.

## 수상

### 개인
- 내셔널리그 도움상: 2013
- 내셔널리그 베스트 11: 2013